# Vega (Street Fighter)
Vega (in Japan bekend als バルログ of Balrog) is de Spaanse stierenvechter uit de reeks gevechtsspellen van Street Fighter. Het personage werd begin jaren 90 bedacht door computerspellenfabrikant Capcom. Hij was voor het eerst te zien in Street Fighter II: The World Warrior. Vega's vechtstijl is losjes gebaseerd op zipota, Frans kickboksen en ninjitsu.

## Achtergrond
Vega is een telg van een voorname Catalaanse familie. Om onbekende redenen nam hun status af, wat Vega's moeder deed besluiten te hertrouwen om de toekomst veilig te stellen. Vega zelf liet zich onderrichten in de kunst van het stierenvechten, een Spaanse traditie. Later reisde hij af naar Japan om ninjitsu te leren, een gevechtsstijl die hij goed vond aansluiten op zijn aangeboren elegantie en lenigheid. Vega gebruikte zijn combinatie van stierenvechten en martial arts in ondergrondse kooigevechten en werd al gauw een van de besten in zijn soort. Zijn stiefvader vermoordde zijn moeder omdat hij vond dat ze hem respectloos behandelde. Hij werd op zijn beurt door Vega omgebracht. Dit voorval was een psychische klap voor Vega en veroorzaakte een meervoudige persoonlijkheid: overdag een eervolle edelman, 's nachts een sadistische moordenaar.
Om Vega's uitzonderlijke gevechtstalent en gewetenloosheid stelde de criminele leider M. Bison hem aan als een van zijn drie persoonlijke lijfwachten van zijn Shadoloo-organisatie en degene die de liquidaties uitvoerde. Ondanks zijn felle, meedogenloze manier van vechten slaagde Vega er niet in Bisons geheime Psycho Drive-project te beschermen.

## Voorkomen
Op proefschetsen werd Vega afgebeeld als een Middeleeuwse ridder in een harnas. Dit uiterlijk werd geschrapt omdat Street Fighter ging over vechters van over de hele wereld en niet van alle tijden. Toch zijn er overblijfselen te bespeuren in Vega's uiteindelijke uiterlijk: het masker en de scherpe metalen klauw.
Vega is een van de weinige Street Fighter-personages die voortdurend een wapen paraat hebben en het enige in het spel Street Fighter II: The World Warrior. Vega gebruikt zijn klauw zowel om te steken als om te hakken en het wapen geeft hem een groter bereik dan de meeste tegenstanders. Het is eenzelfde soort wapen als dat door Geki werd gedragen in het eerste Street Fighter-spel.
Vega draagt een paars met gele ceremoniële broek, een rode sjerp, loafers, de witte kousen van een matador, waarmee zijn achtergrond in het stierenvechten wordt veraanschouwelijkt. Dit soort decoratieve kledij biedt stierenvechters bewegingsvrijheid en is ideaal voor Vega's acrobatische bewegingen.
In de SFII-reeks werd hij afgebeeld met bruine haren, echter sinds Street Fighter Alpha 3 is zijn haar blond.
Vega heeft een getatoeëerde afbeelding van een paarse slang op zijn borst en bovenarm. Dit is voor Japanners een duidelijke aanwijzing dat hij een schurk is, omdat tatoeages in Japan voornamelijk worden gezet bij en door leden van de Yakuza.

## Bespeelbaarheid
Vega is een van de snelste personages uit de Street Fighter-reeks. Daar staat tegenover dat hij in vergelijking met andere personages zeer gevoelig is voor aanvallen. Door zijn sprongkracht en rapheid is Vega zeer bruikbaar om tegenstanders te misleiden met sprongcombinaties. Daarnaast leent hij zich voor "multi-hit"-aanvallen en snelle steekaanvallen van grote afstand.
Het personage kan ontwapend worden: als Vega tijdens een gevecht van zijn opponent veertien geblokkeerde klappen ontvangt verliest hij zijn klauw, waardoor hij sommige superaanvallen niet meer kan uitvoeren en zijn bereik sterk wordt verminderd. Vanaf het spel Super Street Fighter II Turbo kan hij de klauw weer oppakken. In Street Fighter Alpha 3 kan hij eveneens zijn masker verliezen. In SVC Chaos: SNK vs. Capcom verliest Vega de klauw nooit. In de Street Fighter EX-reeks ten slotte kan hij zijn klauw terugkrijgen door het doen van een superaanval.
Vega draagt zijn expressieloze masker niet om zijn identiteit te verbergen. Soms haalt hij het van zijn gezicht na een gewonnen wedstrijd. Ook is Vega's gezicht te zien op de selectieschermen van sommige spellen waarin hij voorkomt. Het masker dient alleen ter bescherming van zijn gelaat tijdens gevechten. Hij is ziekelijk narcistisch en vindt zichzelf te aantrekkelijk om ook maar een krasje op zijn gezicht te willen riskeren. Toch is het masker niet sterk: op Vega's afbeelding na een verloren partij in Street Fighter II is het stukgeslagen en Vega knijpt het zelf kapot als hij in Street Fighter Alpha 3 verliest door gebrek aan tijd.

### Technieken
Vega's flikflak is een unieke techniek waarmee hij in één beweging een aanval kan ontwijken en bij zijn tegenstander wegkomen.
Zijn "Rolling Crystal Flash" is een koprol die direct wordt gevolgd door een krachtige voorwaartse steek met de klauw. Deze speciale aanval stelt hem in staat om snel weer op korte afstand van de andere vechter te staan nadat Vega weg is gesprongen na zijn laatste aanval.
Vega's "Flying Barcelona Attack" en "Izuna Drop" werden in eerste instantie uitgevoerd door de computergestuurde Vega die in het hek klom dat in de achtergrond van Vega's stage stond. In Street Fighter II: Champion Edition, waarin het personage voor het eerst door een speler bestuurd kon worden, maakte hij klimbewegingen midden in de lucht alvorens voor zijn aanval naar beneden te springen. In latere spellen stuiterde hij tegen de rand van het beeldscherm en uiteindelijk kon Vega zelfs niet meer klimmen in zijn eigen stage. Als gevolg hiervan voerde hij in de laatste spellen zijn speciale aanvallen in elke stage op dezelfde manier uit, met als uitzondering SFA3.

## Acteurs
In de Street Fighter-speelfilm werd het personage gespeeld door Jay Tavare. Hij heeft slechts drie zinnen in de film die hij allemaal uitspreekt als zijn gezicht niet te zien is of wanneer hij zich buiten het beeld bevindt.
In de animefilm Street Fighter II: The Animated Movie werd Vega's stem in de originele Japanse versie ingesproken door wijlen Kaneto Shiozawa en door Richard Cansino in de Engelstalige nasynchronisatie.

## Stereotype
Vega is een stereotiep Japans personage, de narusisuto, of ナルシスト, hetgeen narcist betekent. Veelal zijn deze personages jongemannen met vrouwelijke eigenschappen, lange haren en een overdreven liefde voor zichzelf. Vega vertoont hierdoor gelijkenissen met legio anime- en mangapersonages, waaronder Shura en Yuda uit Fist of the North Star en Zarbon uit Dragon Ball Z. Ook het personage Zhang He uit de spellenreeks Dynasty Warriors lijkt met de tatoeage op zijn borst en zijn klauwhandschoenen op Vega.

## Naamsverandering
Toen Street Fighter II werd uitgebracht in de V.S. wilden de mensen van Capcom voorkomen dat ze door de bokser Mike Tyson voor de rechter gesleept zouden worden vanwege een personage dat exact op hem leek en vrijwel dezelfde naam had, namelijk Mike Bison. Daarom verwisselden ze de namen van drie van de vier eindbazen:
De Amerikaanse bokser heet M. Bison in Japan en elders Balrog.
De Spaanse stierenvechter waar dit artikel over gaat heet Balrog in Japan en elders Vega.
De dictator en eerste man van Shadoloo heet Vega in Japan en elders M.Bison.

## Citaten
- "Handsome fighters never lose a battle."
- "Thank you for a gorgeous time!"
- "And just how long did you think I would be satisfied serving the likes of you?!" (Wanneer hij M. Bison verslagen heeft.)

## Trivia
- Zijn Japanse naam "Balrog" is ironisch bedoeld. De Balrogs zijn afzichtelijke wezens, Vega vindt zichzelf juist uitermate aantrekkelijk.
- In het computerspel Capcom vs. SNK 2 gooit Vega vóór het gevecht een roos naar personages waarvoor hij respect heeft, zoals M. Bison, of die hij knap vindt. Hij wendt zijn hoofd schuddend af als hij tegenover vechters staat die hij onaantrekkelijk vindt, zoals Blanka.
- In de animeserie Street Fighter II V had Vega de achternaam Fabio le Cerda, maar zoals zoveel variaties van SF-namen in verschillende media is deze achternaam niet erkend door Capcom.